# Gorlathu, Challakere
Gorlathu là một làng thuộc tehsil Challakere, huyện Chitradurga, bang Karnataka, Ấn Độ.